# Actuador

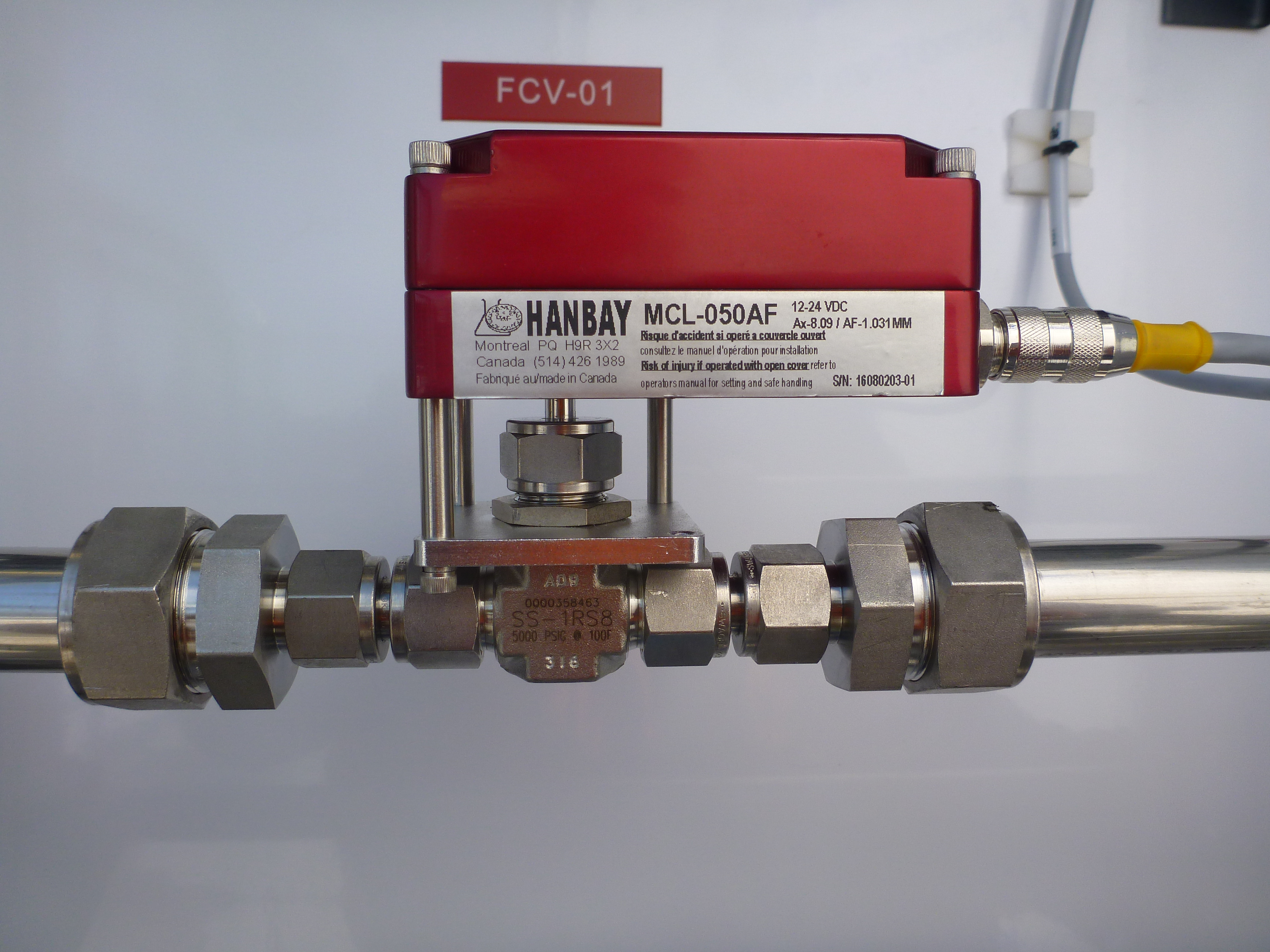
Actuador de válvula compacto y eléctrico Hanbay, de control proporcional de una válvula de aguja Swagelok de ½

Un actuador es un dispositivo capaz de transformar energía hidráulica, neumática o eléctrica en la activación de un proceso con la finalidad de generar un efecto sobre un proceso automatizado. Este recibe la orden de un regulador o controlador y en función a ella genera la orden para activar un elemento final de control, como por ejemplo una válvula. Son los elementos que influyen directamente en la señal de salida del automatismo, modificando su magnitud según las instrucciones que reciben de la unidad de control.

## Tipos
Existen varios tipos de actuadores, como son:
1. Hidráulicos.
2. Neumáticos.
3. Eléctricos.
4. Automáticos.

Los actuadores hidráulicos, neumáticos y eléctricos son usados para manejar aparatos mecatrónicos. Por lo general, los actuadores hidráulicos se emplean cuando lo que se necesita es potencia y los neumáticos son simples posicionamientos. Sin embargo, los hidráulicos requieren mucho equipo para suministro de energía, así como de mantenimiento periódico. Por otro lado, las aplicaciones de los modelos neumáticos también son limitadas desde el punto de vista de precisión y mantenimiento.

## Actuadores eléctricos
Los actuadores eléctricos también son muy utilizados en los aparatos mecatrónicos, como por ejemplo, en los robots. Los servomotores CA sin escobillas se utilizarán en el futuro como actuadores de posicionamiento preciso debido a la demanda de funcionamiento sin tantas horas de mantenimiento.

## Actuadores hidráulicos
Los actuadores hidráulicos, que son los de mayor antigüedad, pueden ser clasificados de acuerdo con la forma de operación, funcionan sobre la base de fluidos a presión. Existen tres grandes grupos:
- cilindro hidráulico
- motor hidráulico
- motor hidráulico de oscilación

### Cilindro hidráulico
De acuerdo con su función podemos clasificar a los cilindros hidráulicos en dos tipos: de efecto simple y de acción doble. En el primer tipo se utiliza fuerza hidráulica para empujar y una fuerza externa, diferente, para contraer. En el segundo tipo se emplea la fuerza hidráulica para efectuar ambas acciones. El control de dirección se lleva a cabo mediante un solenoide. En el interior poseen un resorte que cambia su constante elástica con el paso de la corriente. Es decir, si circula corriente por el pistón eléctrico este puede ser extendido fácilmente.

#### Cilindro de presión dinámica
Lleva la carga en la base del cilindro. Los costos de fabricación por lo general son bajos ya que no hay partes que resbalen dentro del cilindro.

#### Cilindro de simple efecto
La barra está solo en uno de los extremos del pistón, el cual se contrae mediante resortes, pesas o simplemente por la misma gravedad. La carga puede colocarse solo en un extremo del cilindro.

#### Cilindro de doble efecto
La carga puede colocarse en cualquiera de los lados del cilindro. Se genera un impulso horizontal debido a la diferencia de presión entre los extremos del pistón.

#### Cilindro telescópico
La barra de tipo tubo multietápico es empujada sucesivamente conforme se va aplicando al cilindro aceite a presión. Se puede lograr una carrera relativamente larga en comparación con la longitud del cilindro.

### Motor hidráulico
En los motores hidráulicos, el movimiento rotativo es generado por la presión. Estos motores los podemos clasificar en dos grandes grupos: El primero es uno de tipo rotatorio en el que los engranajes son accionados directamente por aceite a presión, y el segundo, de tipo oscilante, el movimiento rotatorio es generado por la acción oscilatoria de un pistón o percutor; este tipo tiene mayor demanda debido a su mayor eficiencia. A continuación se muestra la clasificación de este tipo de motores

#### Motor de engranaje
- Tipo rotatorio:
  - Motor de veleta
  - Motor de hélice
  - Motor hidráulico
  - Motor de leva excéntrica
  - Pistón axial
- Tipo oscilante
  - Motor con eje inclinado
  - Motor de engranaje: El aceite a presión fluye desde la entrada que actúa sobre la cara dentada de cada engranaje generando torque en la dirección de la flecha. La estructura del motor es simple, por lo que es muy recomendable su uso en operaciones a alto voltaje.

### Motor con pistón eje inclinado
El aceite a presión que fluye desde la entrada empuja el pistón contra la brida y la fuerza resultante en la dirección radial hace que el eje y el bloque del cilindro giren en la dirección de la flecha. Este tipo de motor es muy conveniente para usos a alta presión y a alta velocidad. Es posible modificar su capacidad al cambiar el ángulo de inclinación del eje.

### Motor oscilante con pistón axial
Tiene como función, el absorber un determinado volumen de fluido a presión y devolverlo al circuito en el momento que éste lo precise.

## Actuadores neumáticos
A los mecanismos que convierten la energía del aire comprimido en trabajo mecánico se les denomina actuadores neumáticos. Aunque en esencia son idénticos a los actuadores hidráulicos, el rango de compresión es menor en este caso, además de que hay una pequeña diferencia en cuanto al uso y en lo que se refiere a la estructura, motivado a que los elementos de suministro de energía (aire) son diferentes de los empleados en los cilindros hidráulicos.
En esta clasificación aparecen los fuelles y diafragmas, que utilizan aire comprimido y son considerados como actuadores de simple efecto, y también los músculos artificiales de hule, que últimamente han recibido mucha atención.
- De efecto simple
- Cilindro neumático
- Actuador neumático de efecto doble
- Actuador lineal de doble efecto sin vástago
- Con engranaje y cremallera
- Con engranaje y doble cremallera
- Motor neumático con veleta
- Con pistón
- Con una veleta a la vez
- Multiveleta
- Motor rotatorio con pistón
- De ranura vertical
- De émbolo
- Fuelles, diafragma y músculo artificial
- Cilindro de efecto simple

### Rotativos de paletas
Son elementos motrices destinados a proporcionar un giro limitado en un eje de salida. La presión del aire actúa directamente sobre una o dos palas imprimiendo un movimiento de giro. Estos no superan los 270° y los de paleta doble no superan los 90°.

## Actuadores eléctricos
La estructura de un actuador eléctrico es simple en comparación con la de los actuadores hidráulicos y neumáticos, ya que solamente requieren de energía eléctrica como fuente de energía. Como se utilizan cables eléctricos para transmitir electricidad y las señales, es altamente versátil y prácticamente no hay restricciones respecto a la distancia entre la fuente de energía y el actuador.
Existe una gran cantidad de modelos y es fácil utilizarlos con motores eléctricos estandarizados según la aplicación. En la mayoría de los casos es necesario utilizar reductores, debido a que los motores son de operación continua.
La forma más sencilla para el accionamiento con un pistón, sería la instalación de una palanca solidaria a una bisagra adherida a una superficie paralela al eje del pistón de accionamiento y a las entradas roscadas.
También existen los polímeros electro activos, PEA (por sus siglas en español) o EAP (por sus siglas en inglés), los cuales son polímeros que usualmente cambian de forma o tamaño al ser estimulados por un campo eléctrico. Se utilizan principalmente como actuadores, sensores, o la generación de músculos artificiales para ser empleados en robótica y en prostética.

## Actuadores piezoeléctricos
Los actuadores piezoeléctricos son aquellos dispositivos que producen movimiento (desplazamiento) aprovechando el fenómeno físico de la piezoelectricidad. Los actuadores que utilizan este efecto están disponibles desde hace aproximadamente 20 años y han cambiado el mundo del posicionamiento. El movimiento preciso que resulta cuando un campo eléctrico es aplicado al material, es de gran valor para el nanoposicionamiento.
Es posible distinguir los siguientes tipos:
- De tipo pila
- De tipo "Flexure"
- Combinados con sistema de posicionamiento motorizado de alto rango

## Partes de un actuador
1. Sistema de "llave de seguridad": Este método de llave de seguridad para la retención de las tapas del actuador, usa una cinta cilíndrica flexible de acero inoxidable en una ranura de deslizamiento labrada a máquina. Esto elimina la concentración de esfuerzos causados por cargas centradas en los tornillos de las tapas y helicoils. Las llaves de seguridad incrementan de gran forma la fuerza del ensamblado del actuador y proveen un cierre de seguridad contra desacoplamientos peligrosos.
2. Piñón con ranura: Esta ranura en la parte superior del piñón provee una transmisión autocentrante, directa para indicadores de posición e interruptores de posición, eliminando el uso de bridas de acoplamiento. (Bajo la norma Namur).
3. Cojinetes de empalme: Estos cojinetes de empalme barrenados y enroscados sirven para simplificar el acoplamiento de accesorios a montar en la parte superior. (Bajo normas ISO 5211 Y VDI).
4. Pase de aire grande: Los conductos internos para el pasaje de aire extra grandes permiten una operación rápida y evita el bloqueo de los mismos.
5. Muñoneras: Una muñonera de nuevo diseño y de máxima duración, permanentemente lubricada, resistente a la corrosión y de fácil reemplazo, extiende la vida del actuador en las aplicaciones más severas.
6. Construcción: Se debe proveer fuerza máxima contra abolladuras, choques y fatiga. Su piñón y cremallera debe ser de gran calibre, debe ser labrado con maquinaria de alta precisión, y elimina el juego para poder obtener posiciones precisas.
7. Ceramigard: Superficie fuerte, resistente a la corrosión, parecida a cerámica. Protege todas las partes del actuador contra desgaste y corrosión.
8. Revestimiento: Un revestimiento doble, para proveer extra protección contra ambientes agresivos.
9. Acople: Acople o desacople de módulos de reposición por resorte, o de seguridad en caso de falla de presión de aire.
10. Tornillos de ajuste de carrera: Provee ajustes para la rotación del piñón en ambas direcciones de viaje; lo que es esencial para toda válvula de cuarto de vuelta.
11. Muñoneras radiales y de carga del piñón: Muñoneras reemplazables que protegen contra cargas verticales. Muñoneras radiales soportan toda carga radial.
12. Sellos del piñón - superior e inferior: Los sellos del piñón están posicionados para minimizar todo hueco posible, para proteger contra la corrosión.
13. Resortes indestructibles de seguridad en caso de falla: Estos resortes son diseñados y fabricados para nunca fallar y posteriormente son protegidos contra la corrosión. Los resortes son clasificados y asignados de forma particular para compensar la pérdida de memoria a la cual está sujeta todo resorte; para una verdadera confianza en caso de falla en el suministro de aire.

Los actuadores más usuales son:
- Cilindros neumáticos e hidráulicos. Realizan movimientos lineales.
- Motores (actuadores de giro) neumáticos e hidráulicos. Realizan movimientos de giro por medio de energía hidráulica o neumática.
- Válvulas. Las hay de mando directo, motorizadas, electroneumáticas, etc. Se emplean para regular el caudal de gases y líquidos.
- Resistencias calefactoras. Se emplean para calentar.
- Motores eléctricos. Los más usados son de inducción, de continua, sin escobillas y paso a paso.
- Bombas, compresores y ventiladores. Movidos generalmente por motores eléctricos de inducción.